# 阿姆杜

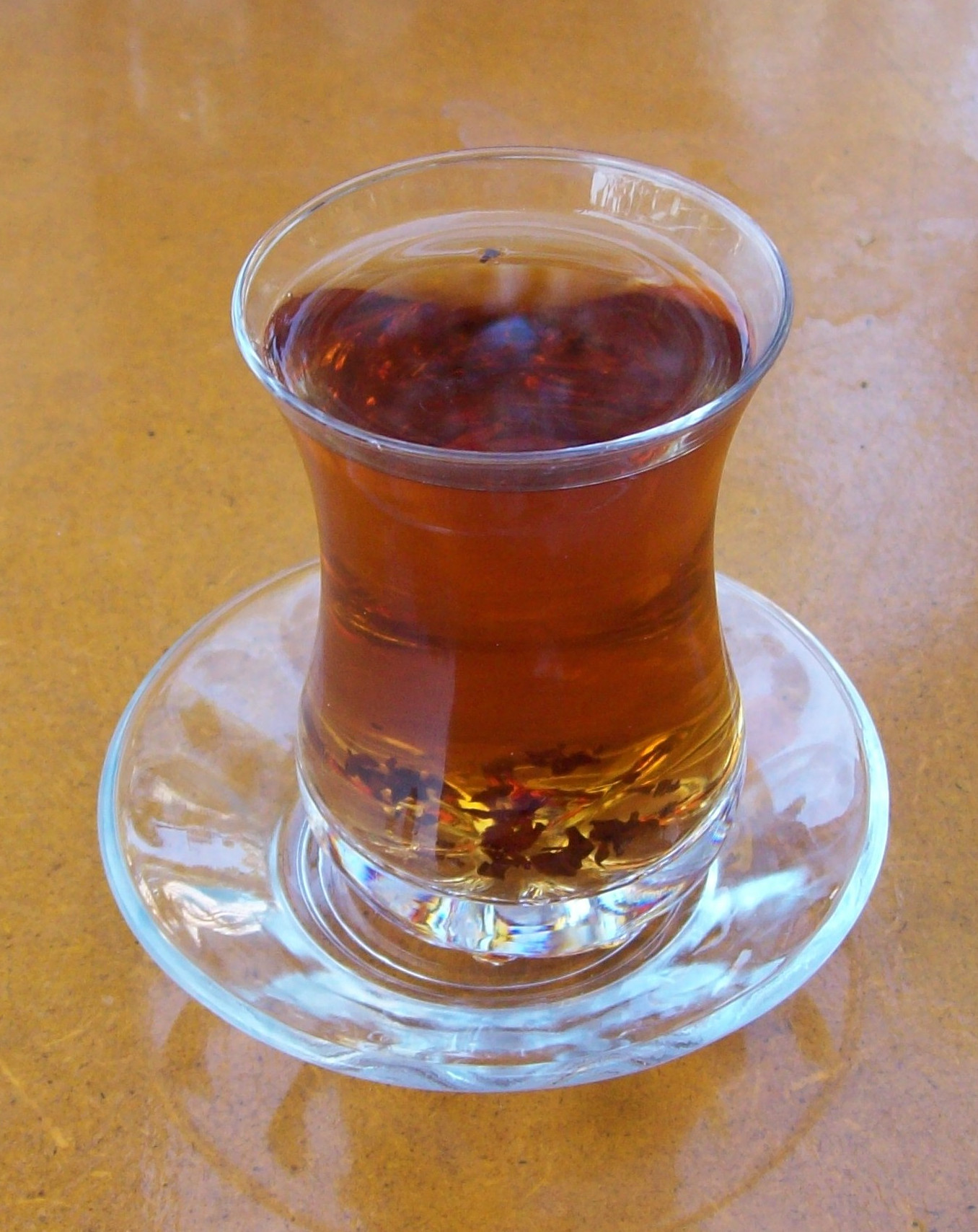
盛满阿塞拜疆红茶的阿姆杜

阿姆杜（Armudu, Armudu stəkan, Boğmalı），也称梨型玻璃杯，是阿塞拜疆一种用于饮用红茶的玻璃杯具。它类似于土耳其传统的茶杯“细腰杯”（ince belli bardak）。

## 特点
在阿塞拜疆文化中，主人接待客人时常以奉茶为始；上茶和喝茶也是阿塞拜疆文化的一个重要组成部分。阿姆杜（Armudu）在阿塞拜疆语中是“梨的形状”，同义词意为“窄”，寓意着梨的形状，它有时也与阿塞拜疆文化中女性人物形象有关。
阿姆杜由多种材料制成：玻璃、瓷器、辉石和银。除了较高的美学品质，阿姆杜还具备热物理方面的优势。玻璃的中间部分较窄，可有效阻止玻璃底部的热液体向上流动，而将热流返回底部。这使得红茶能保持较长温度，直至被全部喝完。
阿姆杜茶杯的重量通常为100克。茶水倒入杯中并不倒满，通常有1-2厘米的空隙，这被称为（阿塞拜疆语“嘴唇的位置”）。这设计旨在留出嘴唇位置，方便消费者更好地饮用红茶。